# الجبائب (بعدان)

تعديل مصدري - تعديل

الجبائب هي إحدى قرى عزلة الحرث بمديرية بعدان التابعة لمحافظة إب، بلغ تعداد سكانها 707 نسمة حسب تعداد اليمن لعام 2004.